# Canal Red (pera)
 'Canal Red' es un cultivar moderno de pera europea Pyrus communis. Un híbrido de pera del cruce de 'Forelle' x 'Max Red Bartlett'. Criado por F.C. Reime en 1955 en la Estación Experimental Agrícola de Oregón en Medford Estados Unidos. Las frutas son descritas que tienen una pulpa blanca, de textura suave, que se funde, muy dulce y jugosa. Tolera la zona de rusticidad delimitada por el departamento USDA, de nivel 5-9.

## Origen
La variedad se obtuvo en la Estación Experimental Agrícola de Oregón en Medford a principios de la década de 1940, por F.C. Reime del cruce del Parental-Madre 'Forelle' y donde el donador de polen Parental-Padre es 'Max Red Bartlett'. Su bautismo se remonta a principios de la década de 1940.
La pera 'Canal Red' está cultivada en diversos bancos de germoplasma de cultivos vivos. En National Fruit Collection estuvo cultivada con el número de accesión: 1976-187 y nombre de accesión: Canal Red.

## Características
'Canal Red' es un árbol de extensión erguido, y se forman espolones fácilmente, de vigor moderado. Los botones florales pueden aguantar las heladas tardías. Tiene un tiempo de floración que comienza a partir del 19 de abril con el 10% de floración, para el 22 de abril tiene una floración completa (80%), y para el 29 de abril tiene un 90% caída de pétalos.
'Canal Red' tiene una talla de fruto de medio; forma piriforme, forma más bien regular, costillas marcadas, con o sin mamelones, con un peso promedio de 165,00 g; con nervaduras débiles; piel gruesa; epidermis con color de fondo verde amarillo, con un sobre color lavado de rojo, rojo intenso, a rojo oscuro, importancia del sobre color muy alto, y patrón del sobre color chapa, las lenticelas con cientos de puntos de color amarillo verdoso que resaltan más sobre el sobre color, zonas más o menos amplias de ruginoso-"russeting", "russeting" (pardeamiento áspero superficial que presentan algunas variedades) medioo (30-50%); cáliz medio, con el ojo cerrado, ubicado en una cuenca de profundidad media; pedúnculo de una longitud medio a largo, con un ángulo recto u oblicuo, con una curva débil, y un grosor de grueso a muy grueso; carne de color blanco, pulpa suave, arenosa y jugosa con un sabor ligeramente astringente.
Las peras 'Canal Red' tienen pulpa blanca, de textura suave, que se funde, dulce y jugosa. Uno de los beneficios de esta variedad de pera es que también se cocinan muy bien.
Las peras 'Canal Red' maduran a mediados de septiembre.

## Susceptibilidades
Esta variedad es propensa a la sarna del peral.

## Polinización
'Canal Red' es una variedad auto estéril, y necesita el polen de otras variedades compatibles para el cuaje de la cosecha. Está incluido en el grupo de polinización 3, pero para obtener la mejor cosecha de este peral, necesita una de las siguientes variedades cercanas: 
- Moonglow pear (grupo de polinización 3)
- Seckel (grupo de polinización 4)[8][9]